# Montoir-de-Bretagne
Montoir de Bretagne é uma comuna francesa na região administrativa da Pays de la Loire, no departamento de Loire-Atlantique. Estende-se por uma área de 36,79 km². Em 2010 a comuna tinha 7 227 habitantes (densidade: 196,4 hab./km²). 169 hab/km².